# La Porte du Der
La Porte du Der község Franciaország Grand Est régiójában, Haute-Marne megyében. Új községként 2016. január 1-jén jött létre Montier-en-Der és Robert-Magny korábbi község egyesítésével.

## Népesség
| Lakosok száma | 2278 | 2290 | 2282 | 2225 | 2169 | 2112 |
|               | 2017 | 2018 | 2019 | 2020 | 2021 | 2022 |